# Koen Van den Heuvel
Koenraad Van den Heuvel (Bornem, 1º agosto 1964) è un politico belga fiammingo, membro della Cristiano-Democratici e Fiamminghi.

## Biografia
Ha una laurea in filosofia, in scienze politiche e sociali e in economia conseguite presso la 
Katholieke Universiteit Leuven. È stato economista e ha lavorato presso la Banca nazionale del Belgio (1989-2004)
Dal 6 luglio 2004 è membro del Parlamento fiammingo. Nello stesso anno è diventato cavaliere dell'Ordine di Leopoldo. È anche membro supplente del Comitato delle regioni dal 2015.
Il 6 febbraio 2019, succede a Joke Schauvliege, come ministro fiammingo dell'ambiente, della natura e dell'agricoltura.
È padre di tre figli. Nel 2017 è stato annunciato di avere relazione con Katrien Partyka, sindaco di Tienen e anch'essa membro del Parlamento fiammingo per la CD&V.